# Diocèse de Wilmington
Le diocèse de Wilmington (en latin : dioecesis Wilmingtoniensis ; en anglais : diocese of Wilmington) est une Église particulière de l'Église catholique aux États-Unis. Il est suffragant de l'archidiocèse de Baltimore. 

## Territoire

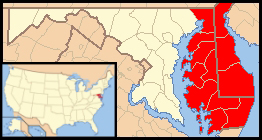
Territoire du diocèse de Wilmington.

Le diocèse couvre l'intégralité de la péninsule de Delmarva.
Le territoire du diocèse couvre l'intégralité de l'état du Delaware ainsi que 9 comtés de l'est du Maryland. Il s'agit des comtés de Caroline, Cecil, Dorchester, Kent, Queen Anne, Somerset, Talbot, Wicomico et Worcester. 

## Histoire
Le diocèse de Wilmington est érigé le 3 mars 1868, par détachement de l'archidiocèse de Baltimore et du diocèse de Philadelphie.

## Évêques
- 3 mars 1868 - 26 mars 1886 : Thomas Ier Becker (Thomas Albert Andrew Becker)
- 3 août 1886 - 23 mai 1896 : Alfred Curtis (Alfred Allen Paul Curtis)
- 26 janvier 1897 - 10 juillet 1925 : John Monaghan (John James Joseph Monaghan)
- 24 juillet 1925 - 2 mars 1960 : Edmond Fitzmaurice (Edmond John Fitzmaurice)
- 2 mars 1960 - † 26 décembre 1967 : Michaël Ier Hyle (Michaël William Hyle)
- 9 mars 1968 - † 28 mai 1984 : Thomas II Mardaga (Thomas Joseph Mardaga)
- 19 février 1985 - 9 février 1995 : Robert Mulvee (Robert Edward Mulvee)
- 21 novembre 1995 - 7 juillet 2008 : Michaël II Saltarelli (Michaël Angelo Saltarelli)
- 7 juillet 2008 - 30 avril 2021 : William Malooly (William Francis Malooly)
- depuis le 30 avril 2021 : William E. Koenig (William Edward Koenig)